# Akashi Morishige
Akashi Morishige (明石 守重?   ? - 1618) fue un samurái al servicio de Ukita Hideie, daimyō de Okayama.

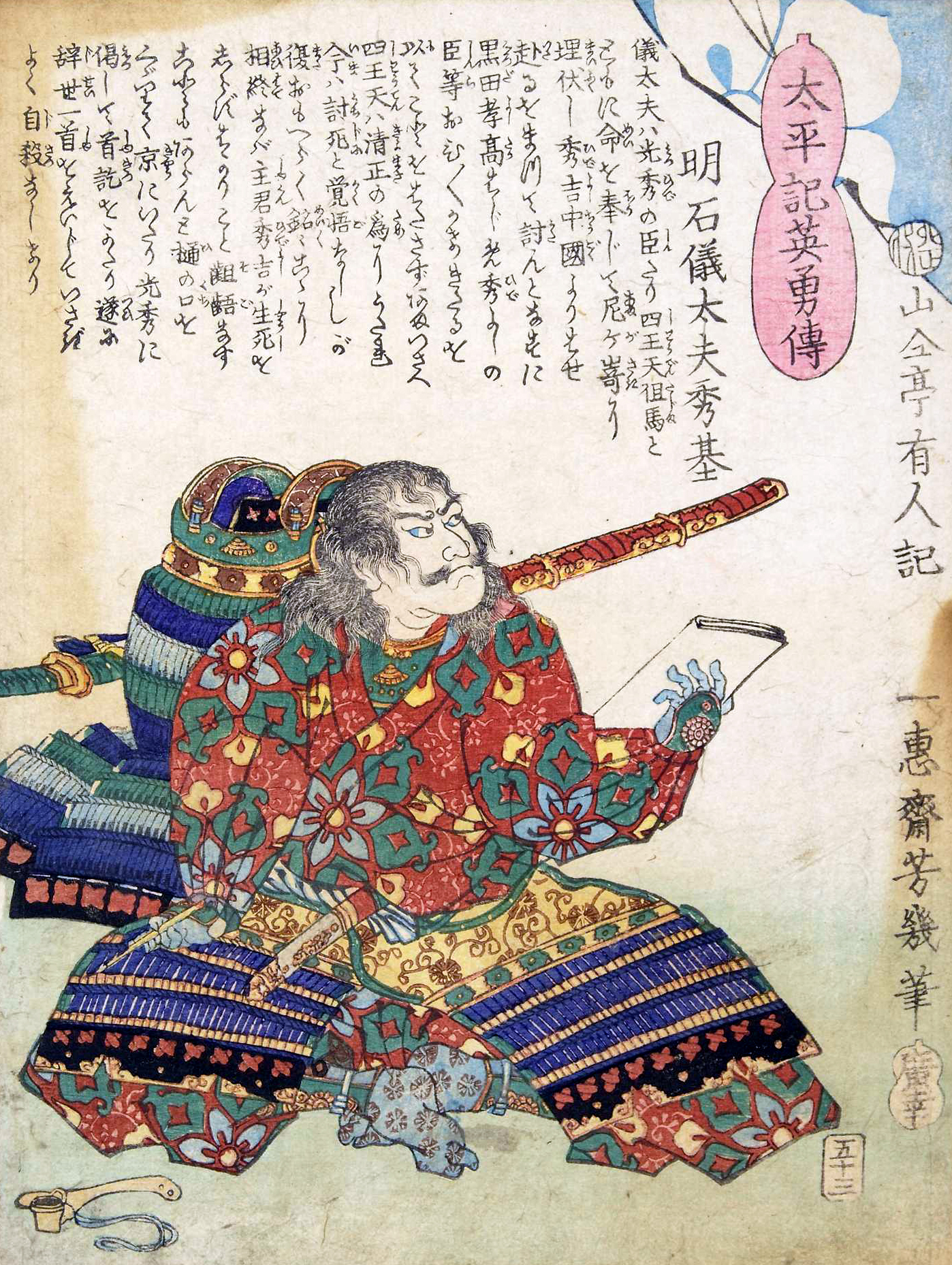
Cincuenta y tres leyendas de héroes en el Taiheiki: Akashi Gidayu Hideki (= Akashi Zento)

Morishige peleó del lado del «Ejército del Oeste» durante la Batalla de Sekigahara donde se rindió ante Kuroda Nagamasa. Peleó al lado de Toyotomi Hideyori durante el Asedio de Osaka y huyó al momento de caer el castillo. Fue bautizado en 1596 y murió en medio de una gran pobreza.